# Honda XR 185
De Honda XR 185 is een enduromotorfiets die Honda alleen in 1979 produceerde.

## Voorgeschiedenis
Honda bracht al jaren bij veel van haar toermodellen een iets afwijkend model dat geschikt was voor het rijden op onverharde wegen, de "CL"-modellen. In de 175cc-klasse was dat de Honda CL 175, die van 1968 tot 1973 was geproduceerd. In die serie had men ook al een voor zwaarder terrein bedoeld model uitgebracht, de Honda SL 175, die veel grotere veerwegen, meer bodemvrijheid en noppenbanden had. Dat was echter nog een paralleltwin, afgeleid van de Honda CB 175. 
In 1972 was de eencilinder Honda XL 250 op de markt gekomen. Dat was een veel vlotter, moderner en sportiever offroadmodel. Een 175cc-versie daarvan zou kunnen concurreren met machines als de Yamaha CT 175 tweetakt. Dit werd de Honda XL 175, die van 1973 tot 1978 werd geproduceerd. In 1979 werd de XL 175 opgevolgd door de XL 185 S, die technisch niet veel afweek van zijn voorganger, maar wel iets meer vermogen leverde en wat moderner was vormgegeven.

## XR 185
De XR 185 was feitelijk een iets sterkere en lichtere enduroversie van de XL 185. De machine had een lichtere verlichtingsinstallatie zonder richtingaanwijzers en een 2 mm grotere carburateur. Verder zat achter het zadel een klein tasje voor het boordgereedschap dat voor endurowedstrijden onontbeerlijk was. 

### Motor
De motor was een luchtgekoelde staande eencilinder met een enkele bovenliggende nokkenas en twee kleppen. Er was geen startmotor, want die zou extra gewicht meebrengen, de machine werd gestart met een kickstarter.

### Aandrijving
Vanaf de krukas werd de natte platenkoppeling met zeven koppelingsplaten door tandwielen aangestuurd. De XR 185 had een zesversnellingsbak en de secundaire aandrijving geschiedde met een vrijwel geheel open liggende ketting. 

### Rijwielgedeelte
Het frame was een semi-dubbel wiegframe. Vanaf het balhoofd liepen enkele buizen zowel bovenlangs de motor als naar de onderkant van het blok. Beide buizen splitsten zich echter op in dubbele buizen, waardoor een stevig geheel ontstond waarin de motor zelf geen dragende functie had. Onder het motorblok, waar al twee framebuizen zaten, zat ook een carterbeschermingsplaat. Het voorwiel zat in een hydraulisch gedempte telescoopvork,  achter zat een swingarm met twee in vijf standen instelbare veer/demperelementen. Zowel voor als achter zaten trommelremmen. Het voorwiel mat 21 inch, het achterwiel 18 inch. Beide wielen waren van lichtmetaal.

### Kenmerken
Als terreinmotor had de XR 185 grote veerwegen en daarom ook hoge spatborden. Om het zwaartepunt laag te houden en de handelbaarheid te vergroten was de tank klein, slechts 7 liter. De bodemvrijheid was ruim 20 cm, maar toch was de uitlaat aan de rechterkant omhooggebogen. Zowel het rempedaal als het schakelpedaal hadden scharnierende uiteinden om te voorkomen dat ze afbraken als ze een obstakel raakten. De machine werd geleverd in Tahitian Red, met het "Honda"-logo op de tank in wit, maar zwart omlijnd. Het "XR 185"-logo op de zijdeksels was rood met wit op een zwarte ondergrond. De koplamp was rechthoekig en gemonteerd op een zwarte plastic startnummerplaat. 

### Einde productie
Al na een jaar werd de productie beëindigd toen de Honda XR 200 op de markt kwam. 